# Александровка (Немецкий национальный район)
Александровка — село в Немецком национальном районе Алтайского края, входит в состав Орловского сельсовета.

## Физико-географическая характеристика
Село расположено в 15 км к северо-востоку от районного центра.

## Население
| 1997 | 1998 | 1999 | 2000 | 2001 | 2002 | 2003 | 2004 | 2005 |
| ---- | ---- | ---- | ---- | ---- | ---- | ---- | ---- | ---- |
| 418  | ↘412 | ↘358 | ↗376 | ↘356 | ↘349 | ↘322 | ↗339 | ↗356 |
| 2006 | 2007 | 2008 | 2009 | 2010 | 2011 | 2012 | 2013 |      |
| ↘302 | ↘284 | ↗308 | ↘277 | ↘233 | ↘231 | ↘218 | ↘215 |      |

## История
Основано в 1907 году переселенцами из Причерноморья. До 1917 года братско-меннонисткое село Барнаульского уезда Томской губернии. В селе имелись молельный дом, паровая мельница. В 1926 году имелись пункт ликбеза, изба-читальня, начальная школа, сельсовет. В 1931 году — колхоз имени Гельца. С 1950 г. — отделение колхоза имени Ленина.